# American Journal of Botany
American Journal of Botany (w publikacjach cytowane także jako Am. J. Bot.) – recenzowane czasopismo naukowe (miesięcznik) wydawane przez Botanical Society of America (Amerykańskie Towarzystwo Botaniczne). Wydawane jest od 1914 roku i obejmuje wszystkie aspekty botaniki. Publikowane w nim są m.in. artykuły z zakresu ekologii, ewolucji, fizjologii, bioróżnorodności, systematyki, rozwoju, genetyki, paleobotaniki,morfologii i fizjologii) i wszystkie poziomy organizacji organizmów żywych (od ekosystemu do poziomu molekularnego). Tematyka obejmuje organizmy należące do królestwa roślin (w tym rośliny lądowe, glony), ale także te, które dawniej były zaliczane do roślin (sinice, grzyby, i porosty).